# Estação de Embajadores
A estação de Embajadores é uma interface de transportes entre a linha 3 do Metro de Madrid e a linha C-5 de Cercanías. Encontra-se sob a Glorieta de Embajadores. Um corredor une a estação de Acacias com a estação de Embajadores.
Esta interface complementa-se com as várias linhas de autocarros urbanos à superfície.

## Acessos

### Embajadores

#### Vestíbulo Acacias
- Embajadores Gta. Embajadores, 7
- Elevador Gta. Embajadores, 7

#### Vestíbulo Ronda de Valencia
- Ronda de Valencia Gta. Embajadores, 3

#### Vestíbulo Cercanías
- Miguel Servet Gta. Embajadores, 1 (esquina C/Miguel Servet)

## Linhas e ligações

### Ferroviárias
| procedência/destino | < estação | linha | estação > | destino/procedência |
| ------------------- | --------- | ----- | --------- | ------------------- |
| Humanes Fuenlabrada | Atocha    |       | Laguna    | Móstoles-El Soto    |

### Autocarros
Com cabeceira na Glorieta de Embajadores
| Línea | Destino              |
| ----- | -------------------- |
| 27    | Plaza de Castilla    |
| 78    | Barrio de San Fermín |
| 116   | Cruce de Villaverde  |
| 118   | La Peseta            |
| N18   | Carabanchel Alto     |
| M1    | Sevilla              |

Que passam na Glorieta de Embajadores
| Linha | Origem             | Destino                    |
| ----- | ------------------ | -------------------------- |
| 34    | Plaza de Cibeles   | Avenida del General Fanjul |
| 36    | Atocha             | Campamento                 |
| 41    | Atocha             | Colonia Manzanares         |
| 60    | Plaza de la Cebada | Orcasitas                  |
| 119   | Atocha             | Barrio de Goya             |
| 148   | Plaza del Callao   | Puente de Vallecas         |
| C1    | Circular 1         | Circular 1                 |
| C2    | Circular 2         | Circular 2                 |
| E1    | Plaza Elíptica     | Atocha                     |
| N12   | Plaza de Cibeles   | Los Rosales                |
| N15   | Plaza de Cibeles   | Orcasur                    |
| L3    | Legazpi            | Moncloa                    |